# América Futebol Clube (Belo Horizonte)
El América Futebol Clube, conocido también como América Mineiro o América-MG, es un club de fútbol ubicado en Belo Horizonte, capital del Estado de Minas Gerais. Fue fundado el 30 de abril de 1912 y disputa el Campeonato Brasileño de Serie B en 2024, tras haber permanecido durante tres temporadas en la Serie A.
Es el segundo equipo más antiguo en actividad, tanto de la ciudad de Belo Horizonte, como del Estado de Minas Gerais (por detrás de Atlético),  mientras que en materia deportiva, se proclamó campeón del Campeonato Mineiro de Primera División en 16 oportunidades, siendo el tercer máximo campeón del certamen estatal (por detrás nuevamente de Atlético con 49 y de Cruzeiro con 38).

## Historia

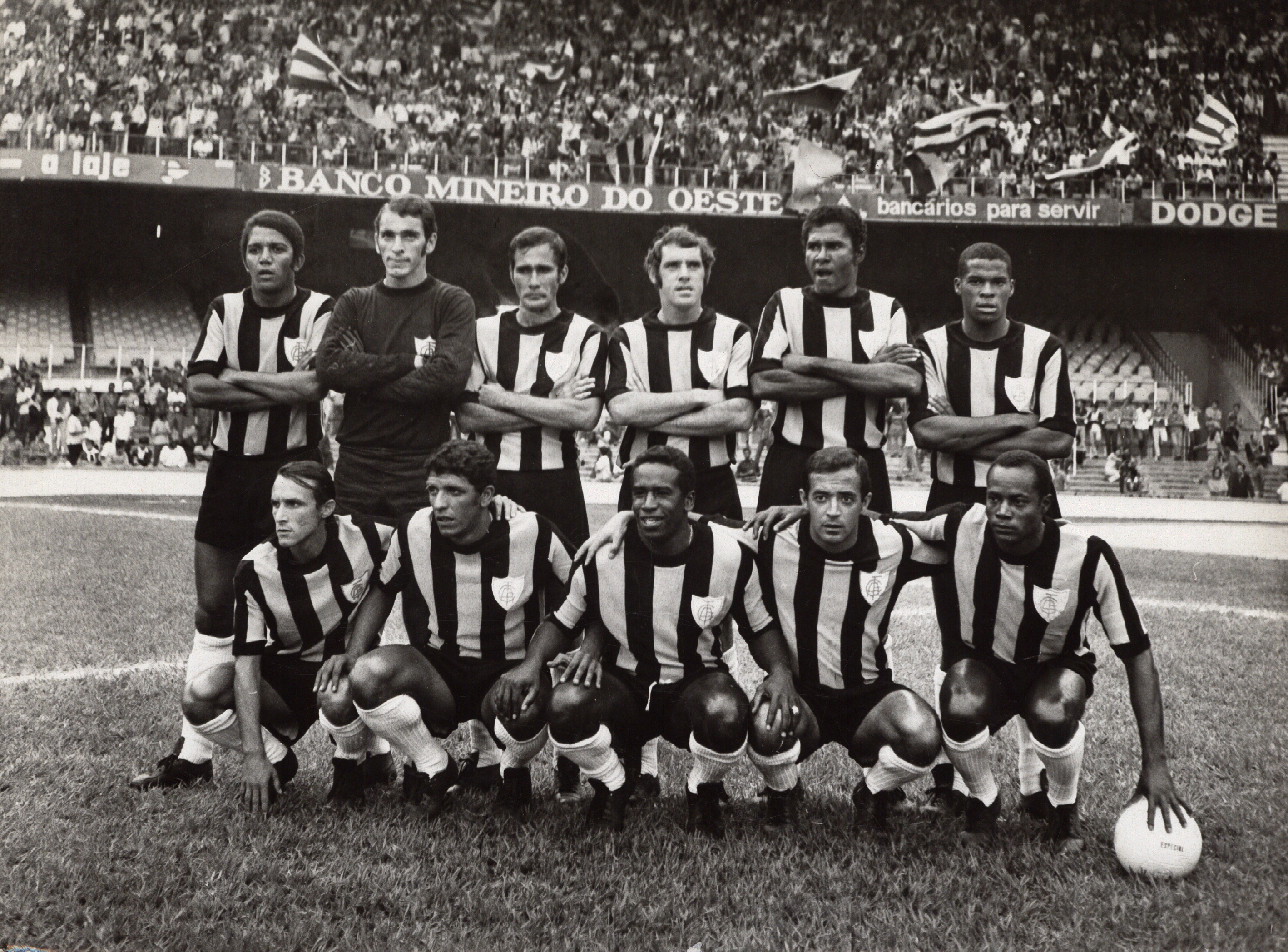
Equipo del América, 1971. Archivo Nacional del Brasil.

El América fue la primera fuerza dominante del Estado de Minas Gerais: logró diez títulos consecutivos del Campeonato Mineiro entre los años 1916 a 1925.
Su clásico rival es el Atlético, partido que era conocido hasta la década de 1950 como El clásico de las multitudes.
Fue campeón de la Serie B y de la Serie C del Brasileirão, siendo estas sus principales conquistas nacionales.
A nivel regional está la Copa Sul-Minas.
En 2011 volvió a jugar la Serie A del Brasileirão luego de 10 años.
No obstante, al final de esa temporada terminaría descendiendo.
En 2015 consiguió nuevamente el ascenso a la Serie A del Brasileirão
En 2016 logró su 16.ª corona del Campeonato Mineiro al vencer en la final su clásico rival Atlético.
En enero de 2021, se confirma su retorno a la Primera División de Brasil.
Gracias a su 8ª posición en el Brasileirao 2021 logró clasificarse a la Copa Libertadores 2022, su primera participación a nivel internacional.

### Debut en torneos internacionales (Copa Libertadores 2022)
En su debut en la Copa Libertadores, comenzó su participación en la segunda ronda previa, siendo su rival de turno el Guaraní de Paraguay. En el partido de ida jugado en el Estadio Independência, cayó por 1-0 con un gol en los minutos de adición del segundo tiempo. En el partido de vuelta jugado en el Estadio Defensores del Chaco de Asunción, perdía por 2-0 a los 15 minutos de comenzado el partido, obligando al América a anotar 3 goles para poder igualar la serie e ir a tanda de penales — ya que desde esa edición no se consideran los goles de visita en caso de igualdad. En el segundo tiempo, Wellington Paulista anotaría un doblete a los 58 y 74 minutos, mientras que a los 90+2 minutos, Pedrinho remataría tras una serie de rebotes en el área, chocando su tiro en el travesaño, aunque ingresaría al pórtico tras chocar en la espalda del portero Devis Vásquez, anotando la igualdad a falta de 2 minutos del final del partido. En la tanda de penales, América ganó por 5-4, estando hasta en 3 oportunidades de perder, siendo en la séptima tanda donde lograría ganar, concretando así una remontada histórica. Su rival en la tercera ronda previa fue Barcelona de Ecuador, equipo con el cual empató 0-0 en el partido de ida jugado en Belo Horizonte, partido donde Carlos Garcés de Barcelona falló un penal en los minutos de adición del segundo tiempo. En el partido de vuelta jugado en Guayaquil volvió a ser igualdad 0-0, yéndose nuevamente a tanda de penales. América logró vencer 5-4 a Barcelona, gracias al penal atajado por Jailson a Leonel Quiñónez en la cuarta tanda del Barcelona, logrando su clasificación histórica a fase de grupos.
En fase de grupos sus rivales son Independiente del Valle de Ecuador, Deportes Tolima de Colombia y su clásico rival, Atlético Mineiro. El 6 de abril abrió su participación en fase de grupos de local ante Independiente del Valle, perdiendo 2-0.

## Datos del club
- Participaciones en la Copa Libertadores: 1 (2022)

Mejor posición: Fase de Grupos (2022)
- Participaciones en la Copa Sudamericana: 1 (2023)

Mejor posición: Cuartos de Final (2023)

## Participaciones internacionales
| Competición               | Edición |
| ------------------------- | ------- |
| Conmebol Libertadores (1) | 2022.   |
| Conmebol Sudamericana (1) | 2023.   |

### Por competición
| Torneo                       | TJ | PJ | PG | PE | PP | GF | GC | DG | Puntos |
| ---------------------------- | -- | -- | -- | -- | -- | -- | -- | -- | ------ |
| Copa Libertadores de América | 1  | 10 | 1  | 4  | 5  | 9  | 16 | -7 | 7      |
| Copa Sudamericana            | 1  | 12 | 4  | 3  | 5  | 24 | 20 | 4  | 15     |
| Total                        | 2  | 22 | 5  | 7  | 10 | 33 | 36 | -3 | 22     |

## Palmarés
| Competición Estadual                  | Títulos                                                                                          | Subcampeonatos |
| ------------------------------------- | ------------------------------------------------------------------------------------------------ | --- |
| Campeonato Mineiro (16/19)            | 1916, 1917, 1918, 1919, 1920, 1921, 1922, 1923, 1924, 1925, 1948, 1957, 1971, 1993, 2001 y 2016. | 1915, 1927, 1930, 1939, 1942, 1949, 1958, 1959, 1961, 1964, 1965, 1973, 1992, 1995, 1999, 2012, 2021, 2023 y 2025. |
| Taça Minas Gerais (1/4)               | 2005.                                                                                            | 1977, 1980, 1984 y 2008.                                                                                           |
| Torneio Início de Minas Gerais (13/6) | 1917, 1918, 1919, 1920, 1921, 1924, 1925, 1927, 1933, 1936, 1945 1955 y 1957.                    | 1932, 1938, 1942, 1943, 1944 y 1947.                                                                               |
| Campeonato Mineiro Módulo II (1/0)    | 2008.                                                                                            | |

| Competición Interestadual | Títulos | Subcampeonatos |
| ------------------------- | ------- | -------------- |
| Copa Sul-Minas (1/0)      | 2000.   |                |

| Competición Nacional | Títulos     | Subcampeonatos |
| -------------------- | ----------- | -------------- |
| Serie B (2/1)        | 1997, 2017. | 2020.          |
| Serie C (1/0)        | 2009.       |                |

## Jugadores

#### Plantilla 2025

##### Altas y bajas 2025 (otoño)
| Altas           | Altas          | Altas       | Altas     | Altas |
| Jugador         | Posición       | Procedencia | Tipo      | Costo |
| --------------- | -------------- | ----------- | --------- | ----- |
| Miguel Terceros | Centrocampista | Santos      | Préstamo. | --    |

| Bajas   | Bajas     | Bajas    | Bajas     | Bajas |
| Jugador | Posición  | Destino  | Tipo      | Costo |
| ------- | --------- | -------- | --------- | ----- |
| Thauan  | Delantero | Londrina | Préstamo. | --    |

### Jugadores notables
| - Tostão (1962–1963) - Éder Aleixo (1975–1976) - Palhinha (1985) - Euller (1988–1993), (2006–2007) y (2008–2011) | - Toninho Cerezo (1996) - Yūji Nakazawa (1996-97) - Gilberto Silva (1997–2000) - Fred (2003–2004) | - Danilo (2009–2010) - Richarlison (2015) - Orlando Berrío (2021–2022) - Mauro Zárate (2021) |

Nota: En negrita los jugadores que participaron de Copas del Mundo con su selección y en cursiva los jugadores pertenecientes a la cantera del club

## Entrenadores
- Givanildo Oliveira (abril de 1997–abril de 1998)[50]
- Procópio Cardoso (?–marzo de 2001)[51]
- Mauro Fernandes (2002–febrero de 2003)[52][53]
- Wagner Oliveira (febrero de 2003–junio de 2003)[53][54]
- José Ângelo (junio de 2003–?)[54]
- José Ângelo (?–agosto de 2005)[55]
- José Maria Pena (agosto de 2005-?)[55]
- Leandro Machado (diciembre de 2006–febrero de 2007)[56][57][58]
- Vantuir Galdino (febrero de 2007–marzo de 2007)[58][57]
- Procópio Cardoso (marzo de 2007–abril de 2008)[57][59]
- Nedo Xavier (mayo de 2007–?)[59]
- Alemão (enero de 2008–?)[60]
- Givanildo Oliveira (mayo de 2009–diciembre de 2009)[50]
- Marco Aurélio (diciembre de 2009–febrero de 2010)[61][62]
- Mauro Fernandes (febrero de 2010–julio de 2011)[63][64]
- Antônio Lopes (julio de 2011–agosto de 2011)[65][66]
- Milagres (interino- agosto de 2011)[66]
- Givanildo Oliveira (agosto de 2011–agosto de 2012)[67][68]
- Milagres (interino- agosto de 2012)[69]
- Mauro Fernandes (agosto de 2012–octubre de 2012)[69][70]
- Cláudio Prates (interino- noviembre de 2012)[70][71]
- Vinícius Eutrópio (noviembre de 2012–marzo de 2013)[72][73]
- Paulo Comelli (marzo de 2013–septiembre de 2013)[74][75]
- Silas (septiembre de 2013–febrero de 2014)[76][77]
- Cláudio Prates (interino- febrero de 2014)[77]
- Moacir Júnior (febrero de 2014–septiembre de 2014)[78][79]
- Givanildo Oliveira (septiembre de 2014–junio de 2016)[80][81]
- Cláudio Prates (interino- junio de 2016)[81]
- Sérgio Vieira (junio de 2016–julio de 2016)[82][83]
- Enderson Moreira (julio de 2016–junio de 2018)[84][85]
- Ricardo Drubscky (junio de 2018–julio de 2018)[86][87]
- Adílson Batista (julio de 2018–noviembre de 2018)[87][88][89]
- Givanildo Oliveira (noviembre de 2018–mayo de 2019)[90][91][92]
- Maurício Barbieri (mayo de 2019–julio de 2019)[93][94]
- Felipe Conceição (julio de 2019–enero de 2020)[95][96]
- Cauan de Almeida (interino- enero de 2020)[97]
- Lisca (enero de 2020–junio de 2021)[98][99]
- Vágner Mancini (junio de 2021–octubre de 2021)[100][101]
- Marquinhos Santos (octubre de 2021–abril de 2022)[102][103]
- Vágner Mancini (abril de 2022–agosto de 2023)[103][104]
- Diogo Giacomini (interino- agosto de 2023)[105]
- Fabián Bustos (agosto de 2023–noviembre de 2023)[105][106]
- Diogo Giacomini (interino- noviembre de 2023–enero de 2024)[106]
- Cauan de Almeida (enero de 2024–agosto de 2024)[107][108]
- Lisca (agosto de 2024–noviembre de 2024)[109][110]
- Diogo Giacomini (interino- noviembre de 2024–diciembre de 2024)[110]
- William Batista (diciembre de 2024–presente)[5]